# Krasnodarskîi
Krasnodarskîi (în ucraineană Краснодарський) este o așezare de tip urban din orașul regional Krasnodon, regiunea Luhansk, Ucraina. În afara localității principale, nu cuprinde și alte sate.

## Demografie
Componența lingvistică a așezării de tip urban Krasnodarskîi
     Rusă (98,79%)
     Ucraineană (1,21%)
Conform recensământului din 2001, majoritatea populației așezării de tip urban Krasnodarskîi era vorbitoare de rusă (98,79%), existând în minoritate și vorbitori de ucraineană (1,21%).